# Mala Rakovica
Mala Rakovica is een plaats in de gemeente Samobor in de Kroatische provincie Zagreb. De plaats telt 655 inwoners (2001).